# Дергановка
Дерга́новка (укр. Дерганівка) — село на Украине, основано в 1185 году, находится в Ружинском районе Житомирской области. Расположено на реке Раставице.
Код КОАТУУ — 1825283201. Население по переписи 2001 года составляет 799 человек. Почтовый индекс — 13640. Телефонный код — 4138. Занимает площадь 2,94 км².

## Адрес местного совета
13640, Житомирская область, Ружинский р-н, с.Дергановка ул.Центральная, 2